# Pòrt de Vielha
El Pòrt de Vielha és un pas de muntanya que permet la comunicació entre el vessant sud i el vessant nord del Pirineu. Està situat a 2.443 metres d’altitud, i separa el Tuc de Montanèro, de 2.585 metres, del Tuc deth Pòrt de Vielha, de 2.605 metres d’altitud.
Fins a la inauguració del túnel de Viella el 1948, el camí que passava pel port era la principal via de comunicació entre la vall d'Aran i la Noguera Ribagorçana. Actualment, el camí que passa pel port forma part del sender de gran recorregut GR-211-5.